# Aeropuerto de Kosh-Agach
El aeropuerto de Kosh-Agach (en ruso: Аэропорт Кош-Агач; ; ICAO: UNBA; IATA: ), es un aeropuerto local en la república de Altái, en Rusia. Está situado a 6 km al sudoeste de Kosh-Agach. 
El espacio aéreo está controlado desde el FIR de Barnaúl (ICAO: UNBB)

## Pista
Cuenta con una pista en dirección 10/28 de 2.000x35 m (6.562x115 pies) con un pavimentado deficiente y comodidades espartanas.
Atiende pequeñas aeronaves de transporte.